# Інтерактивний метод
Інтерактивний метод — це певний підхід до навчального процесу, пов'язаний з вивченням навчального матеріалу в ході інтерактивного уроку.

## Інтерактивний метод
Основою інтерактивних методів є інтерактивні вправи та завдання, які виконуються учнями. Основна відмінність інтерактивних вправ і завдань від звичайних в тому, що вони спрямовані не тільки і не стільки на закріплення вже вивченого матеріалу, скільки на вивчення нового. Сучасна педагогіка багата цілим арсеналом інтерактивних підходів, серед яких можна виділити наступні:
- Творчі завдання
- Робота в малих групах
- Робота в парах
- Навчальні ігри (рольові ігри, імітації, ділові ігри та освітні ігри)
- Використання суспільних ресурсів (запрошення фахівця, екскурсії)
- Соціальні проекти та інші поза аудиторні методи навчання (соціальні проекти, змагання, радіо і газети, фільми, вистави, виставки, вистави, пісні і казки)
- Розминки
- Вивчення та закріплення нового матеріалу (інтерактивна лекція, робота з наочними посібниками, відео- і аудіоматеріалами, «учень в ролі вчителя», «кожен навчає кожного», мозаїка (ажурна пила), використання питань, Сократичний діалог)
- Обговорення складних і дискусійних питань і проблем («Займи позицію (шкала думок)», ПОПС-формула, проективні техніки, «Один - удвох - усі разом», «Зміни позицію», «Карусель», «Дискусія в стилі телевізійного ток-шоу », дебати, симпозіум)

### Вирішення проблем («Дерево рішень», «Мозковий штурм», «Аналіз казусів», «Переговори та медіація», «Сходи і змійки»)
- Кейс-метод
- Презентації

Провідними ознаками інтерактивної взаємодії є:
- Багатоголосся. Це можливість кожного учасника педагогічного процесу мати свою індивідуальну точку зору з будь розглянутої проблеми.
- Діалог. Діалогічність спілкування педагога і учнів передбачає їх вміння слухати і чути один одного, уважно ставитися один до одного, надавати допомогу у формуванні свого бачення проблеми, свого шляху вирішення завдання.
- Розумова діяльність. Вона полягає в організації активної розумової діяльності педагога і учнів. Чи не трансляція педагогом у свідомість учнів готових знань, а організація їх самостійної пізнавальної діяльності.
- Розумова творчість. Це процес усвідомленого створення учнями і педагогом нових для себе смислів з досліджуваної проблеми. Цей вираз свого індивідуального ставлення до явищ і предметів життя.
- Свобода вибору.
- Створення ситуації успіху. Провідні умови для створення ситуації успіху - позитивне й оптимістичне оцінювання учнів.
- Рефлексія. Це самоаналіз, самооцінка учасниками педагогічного процесу своєї діяльності, взаємодії.